# 亞憑
亞憑（?—?），子姓，墨胎氏，一名仲憑，伯夷之弟，叔齐的二兄，孤竹國的第九任國君。

## 生平
其父亞微在位時，曾經想要以其三子叔齊為繼承人，不過在其薨亡時，反而叔齊和王长子伯夷一直推讓國君之位，造成兩人離開孤竹國，而奔向周文王。最後國人擁立亞微次子仲憑為國君，不久擔任商紂王的「亚卿」一职，亚为尊重的称呼，故稱「亞憑」。

## 死後
此后世系失考，公元前664年（周惠王13年）山戎出兵伐燕国，燕向齐国求援，齐桓公出兵伐山戎时，「刜令支、斩孤竹」，順便斩杀了孤竹国国君，4年后把孤竹国也灭了。至此，孤竹国在历史上就消亡了。

## 家庭
- 祖父：父丁
- 父親：亞微
- 兄弟：

1. 長兄：伯夷
2. 三弟：叔齊